# Giro di Romagna 1934
Il Giro di Romagna 1934, diciassettesima edizione della corsa, si svolse il 14 ottobre 1934 su un percorso di 266 km con partenza e arrivo a Lugo. 
Il percorso, nonostante fosse ormai consolidato, subì una modifica. I corridori, dopo aver percorso il lungo tratto di via Emilia da Santarcangelo a Forlimpopoli, svoltarono verso Meldola per salire alla Rocca delle Caminate (residenza di Benito Mussolini) e scendere a Predappio (comune di nascita di Mussolini) e Forlì.
Riservato a professionisti e indipendenti, il Giro fu vinto dall'italiano Aldo Canazza, che completò il percorso in 9h14'00" precedendo i connazionali Nino Sella e Antonio Fraccaroli.

## Ordine d'arrivo (primi 10)
| Pos. | Corridore          | Squadra      | Tempo    |
| ---- | ------------------ | ------------ | -------- |
| 1    | Aldo Canazza       | Gloria       | 9h14'00" |
| 2    | Nino Sella         | Maino        | s.t.     |
| 3    | Antonio Fraccaroli | V.C. Vicenza | s.t.     |
| 4    | Mario Cipriani     | Fréjus       | s.t.     |
| 5    | Luigi Giacobbe     | Maino        | s.t.     |
| 6    | Gaspare Babini     | V.S. Reno    | s.t.     |
| 7    | Renato Scorticati  | V.C. Reggio  | s.t.     |
| 8    | Adriano Vignoli    | V.S. Reno    | s.t.     |
| 9    | Romeo Rossi        | A.C. Pratese | s.t.     |
| 10   | Ruggero Balli      | A.C. Pratese | s.t.     |